# Cécile Maugars
Cécile Maugars (gift Arsac), född 18 oktober 1901 i Chartres, departementet Eure-et-Loir, död 28 januari 1988 i Châteaudun, var en fransk friidrottare med löpgrenar som huvudgren. Maugars var en pionjär inom damidrotten, hon var världsrekordhållare och blev medaljör vid den andra Damolympiaden 1922.

## Biografi
Cécile Marie Henriette Maugars föddes 1901 i Chartres i regionen Centre-Val de Loire i norra Frankrike till familjen Frédéric Auguste Maugars och dennes maka Marie Alice Penot. I ungdomstiden blev hon intresserad av friidrott och gick 1921 med i idrottsföreningen "Académia de Chartres", från 1922 tävlade hon för "Fémina Sport" (grundad 1912) i Paris. Hon specialiserade sig på kortdistanslöpning 60–250 meter men tävlade även i längdhopp med och utan ansats och höjdhopp. Maugars arbetade på en bokhandel.
1920 deltog hon i sina första franska mästerskapen (Championnats de France d'Athlétisme – CFA) då hon tog guldmedalj i löpning 60 meter och bronsmedalj i höjdhopp vid tävlingar 11 juli på Stade Elizabeth i Paris. Hon tävlade även i längdhopp utan ansats där hon slutade på en delad sjätteplats.
1921 deltog Maugars vid Damolympiaden 1921 i Monte Carlo, hon tävlade i löpning 60 m och höjdhopp men blev utslagen under kvaltävlingarna. Hon tävlade även vid de franska mästerskapen 3 juli på Stade Pershing i Paris där hon tog guldmedalj i löpning 60 meter och i höjdhopp samt silvermedalj i längdhopp.
Den 3 juli 1921 satte hon världsrekord i löpning 60 meter med tiden 8,0 sekunder vid tävlingen i Paris, tiden blev även franskt nationsrekord. Senare samma dag satte hon även världsrekord i löpning 80 meter med tiden 10,6 sekunder. Den 7 augusti samma år satte hon även världsrekord i stafettlöpning 10 x 100 meter (med bland annat Maugars som 9.e löpare) med tiden 2:23,2 minuter vid klubbtävlingar i Paris.
Senare samma år deltog Maugars sin första landskamp 30 oktober i Paris med Storbritannien, under tävlingen satte hon franskt nationsrekord i stafettlöpning 4 x 200 meter (med Hélène Rillac, Yvonne De Wynne, Andrée Paturaud och Cécile Maugars som fjärde löpare). 
1922 deltog Maugars vid de andra Monte Carlospelen där hon tog bronsmedalj i stafettlöpning 4 x 75 m (i laget Fédération des Sociétés Françaises de Sport Féminin FSFSF med Germaine Delapierre, Cécile Maugars som andre löpare, Yvonne De Wynne och Andrée Paturaud) och i stafettlöpning 4 x 175 m (med Cécile Maugars som förste löpare, Germaine Darreau, Thérèse Brulé och Thérèse Renaut). Hon tävlade även i löpning 60 m och höjdhopp dock utan att nå medaljplats.
Den 25 juni 1922 satte Maugars världsrekord i stafettlöpning 4 x 250 meter (utanför ordinarie tävlingsprogram) med tiden 2:33,4 min (med Andrée Darreau, Simone Chapoteau, Georgette Lenoir och Cécile Maugars som fjärde löpare) vid franska mästerskapen (Championnats de France d'Athlétisme – CFA) i Colombes. Under tävlingen tog hon även guldmedalj i höjdhopp och längdhopp, hon tävlade även i löpning 80 där hon slutade på en fjärdeplats.
1923 deltog hon åter vid Monte Carlospelen, hon tävlade i löpning 250 m och längdhopp men blev utslagen under kvaltävlingarna. Hon tävlade även vid de franska mästerskapen 15 juli på Stade Elite piste i Bourges där hon slutade på en fjärdeplats i höjdhopp och längdhopp.
Senare drog Maugars sig tillbaka från tävlingslivet. 1925 gifte hon sig i Saint-Cloud med Jean Charles Arsac. Maugars-Arsac dog 1988 i Châteaudun.